# Sturm und Drang (musique)
Pour les articles homonymes, voir Sturm und Drang (homonymie).
Sturm und Drang [ˈʃtʊɐ̯m ʊnt ˈdʁaŋ] (litt. « Tempête et Passion ») est un mouvement politique et littéraire essentiellement allemand de la deuxième moitié du XVIIIe siècle. Il succède à la période des Lumières (Aufklärung) et en marque la radicalisation. Il est le précurseur du romantisme. Le nom de ce mouvement vient de la pièce de théâtre éponyme de Klinger.
En musique, ce terme renvoie à une période de la musique classique où prédomine une écriture dans des tonalités mineures plus aptes à traduire les sentiments. 

## Histoire
Musicalement, il s'agit d'un phénomène essentiellement viennois à la fin des années 1760 et au début des années 1780, et qui fait suite à l'Empfindsamkeit plutôt d'origine allemande. Empreignant d'abord la musique théâtrale, le courant se développa par la suite dans la musique instrumentale (Symphonie et Quatuor). La tonalité en mode mineur permet d'exprimer la passion ou la douleur en opposition au grand nombre de symphonies ou concertos adoptant un mode majeur joyeux et solennel. Toutefois beaucoup d'œuvres de même époque de Haydn ou Mozart présentent même en mode majeur « un goût marqué pour le clair-obscur, des sonorités feutrées, des effets étranges et imprévus ».
La difficulté de mettre en relation les parties teintées d'une forte subjectivité avec l'ensemble de l'œuvre, alors en phase de formation au style classique basé sur la forme organique et la bipolarisation tonique-dominante, amena Mozart, puis Haydn à se détourner du Sturm und Drang dès 1772-74.
L'esprit Sturm und Drang a parfois été repris ultérieurement, par exemple dans le développement du deuxième mouvement de la Symphonie nº 1 de Beethoven.

## Œuvres marquantes
- Carl Philipp Emanuel Bach
  - Symphonies, concertos et sonates pour clavier

- Johann Christian Bach
  - Symphonie en sol mineur, Op. 6 no 6

- Johann Christoph Friedrich Bach
  - l'Oratorio Die Auferweckung des Lazarus
  - la Cantate Cassandra

- Wilhelm Friedemann Bach
  - Adagio et Fugue en sol mineur Falk 65

- Joseph Haydn
  - Symphonie no 39 en sol mineur (1767)
  - Symphonie no 49 en fa mineur La Passion (1768)
  - Symphonie no 26 en ré mineur Les Lamentations (1769)
  - Symphonie no 52 en do mineur (1771)
  - Symphonie no 44 en mi mineur Funèbre (1772)
  - Symphonie no 45 en fa dièse mineur Les Adieux (1772)
  - Quatuor à cordes no 11 en ré mineur, Op. 9 no 4 (1769)
  - Quatuor à cordes no 19  en do mineur, Op. 17 no 4 (1771)
  - Quatuor à cordes no 23 en fa mineur, Op. 20 no 5 (1772)
  - Quatuor à cordes no 26 en sol mineur, Op. 20 no 3 (1772)
  - Sonate pour piano no 19 en mi mineur (1765-67)
  - Sonate pour piano no 32 en sol mineur (1771-73)
  - Sonate pour piano no 33 en ut mineur (1771)
  - Sonate pour piano no 47 en si mineur (1774-76)

- Joseph Martin Kraus
  - Symphonie en ut mineur Symphonie funèbre
  - Symphonie en ut dièse mineur

- Wolfgang Amadeus Mozart
  - Symphonie no 25 en sol mineur K. 183 (1773)
  - Quatuor à cordes no 13 en ré mineur K. 173 (1773)
  - Sonate pour piano et violon no 21 en mi mineur K. 304 (1778)
  - Sonate pour piano no 8 en la mineur K. 310 (1778)

- Johann Gottfried Müthel
  - Œuvres pour clavier

- Johann Baptist Vanhal
  - Symphonie en ré mineur (Bryan d1)
  - Symphonie en sol mineur (Bryan g1)
  - Symphonie en la mineur (Bryan a2)
  - Symphonie en mi mineur (Bryan e1)

- Ernst Wilhelm Wolf
  - Œuvres pour clavier